# 阔带芹属
阔带芹属（学名：Neoplatytaenia）是伞形科下的一个属。该属共有7—8种，分布于中亚。